# Joe Preston
Joe Preston (1969) è un bassista statunitense.

## Biografia
Ha fatto parte di diverse band, tra le quali gli Earth (1991-1993), i Melvins (1991-1992), i Men's Recovery Project, The Need (2000), High on Fire e Sunn O))). Dopo aver concluso l'esperienza con i Melvins, ha sviluppato un progetto solista chiamato Thrones, creato nel 1994, con il quale ha pubblicato diversi album.

## Discografia

### Con i Melvins
- 1992 - Joe Preston
- 1992 - Lysol
- 1992 - Night Goat (7")

### Come Thrones
- 1996 - Alraune
- 2000 - Sperm Whale
- 2000 - Thrones
- 2005 - Day Late, Dollar Short

### Con gli Earth
- 1991 - Extra-Capsular Extraction
- 1993 - Earth 2

### Con i The Need
- 2000 - The Need Is Dead

### Con gli High on Fire
- 2005 - Blessed Black Wings

### Con i Sunn O)))
- 2003 - White1
- 2004 - White2